# Vjekoslav Futo
Vjekoslav Futo je srbijanski državni reprezentativac u jedriličarstvu. Član je jedriličarskog kluba Palić. Natječe se u klasi 470, u kojoj je najbolji jedriličar u Srbiji. Rodom je iz hrvatske obitelji.
Jedriličarstvom se bavi već dvadeset godina. Najviše trenira na jezeru Paliću.
Pobijedio je na nekoliko međunarodnih jedriličarskih natjecanja kao što je 36. Kup Đerdapa (u posadi sa Stevanom Sedlakom), Prvomajska regata na Paliću 2012., Golupcu (Zemunska i kup Gemaxa), 37. Kup Đerdapa 2012., Kup Zemuna 2012.,  i dr.
Predstavljao je Srbiju na Balkanijadi 2012. u Galaxiju u Grčkoj, na kojoj je u posadi sa Stevanom Sedlakom zauzeo 15. mjesto u konkurenciji grčkih, turskih, rumunjskih, bugarskih i makedonskih posada.

## Vanjske povzenice
- Jedriličarski klub Palić  Arhivirana inačica izvorne stranice od 7. veljače 2009. (Wayback Machine)